# 南條範夫
- 南条範夫
- 南條範夫

南條 範夫（なんじょう のりお、1908年11月14日 - 2004年10月30日）は、日本の小説家・経済学者。本名：古賀 英正。「條」は旧字のため南条範夫とも表記される。残酷ものと呼ばれる独特の作品や剣豪小説をはじめ、幅広い歴史小説、時代小説で知られる。東京市出身。

## 経歴
東京銀座の南紺屋町に、代々の医師の家に生まれる。8歳から中国・青島の小中学校を出て、山口高等学校から1930年東京帝国大学法学部卒業、1933年同経済学部卒業、助手となる。1936年満鉄調査部東京支社に入り、1937年宮崎正義が率いる日満財政研究会に、法学部助手だった戒能通孝らとともに参加。軍による東亜支配を経済的に支える統制経済計画の策定に深く関与する。1940年東亜経済懇談会参事、中央大学経済学部講師、1941年日本出版文化協会海外課長、ついで企画課長、1943年上海で法幣の価値維持工作に従事、1944年三井本社研究室次長、敗戦後1946年日本経済再建委員会常務理事、1949年國學院大學政経学部教授。1951年都市不燃化同盟常務理事。1952年から立正大学教授。1956年首都圏整備委員会専門委員。大学では、金融論、銀行論、貨幣論の講座を担当していた。

## 作家活動
中学時代までは父から小説を読むことを禁じられていたが、高校に入って読むようになり、大学以降でもまた小説への興味は小さくなった。日本経済再建協会の雑誌『経済再建』に随筆を書いていたのが好評だったため、1950年に『週刊朝日』の懸賞小説朝日文芸賞に応募して入選（「出べそ物語」ペンネーム南条道之介）。1952年に『サンデー毎日』の懸賞小説に入選（「マルフーシャ」）。1952年に初めて書いた歴史物「子守の殿」で第1回オール新人杯を受賞する。また1952年『サンデー毎日』で「『あやつり組』由来記」で入選、千葉賞で佳作。1953年から1954年にかけて「子守の殿」「不運功名譚」「水妖記」「畏れ多くも将軍家」で直木賞候補となる。1956年に「燈台鬼」で直木賞を受賞する。一躍人気作家となり、多くの時代小説、歴史小説を執筆することとなる。この頃には経済団体の仕事はやめて、國學院大學と中央大学の講師だけは続けた。
1979年に國學院大學を定年退官となった後は、小説執筆に専念する。年1作長編を書き下ろすスタイルを確立し、その第1作となる「細香日記」で第16回吉川英治文学賞を受賞した。
2004年10月30日、肺炎のため死去した。享年95。90歳で書き下ろし長編『一十郎とお蘭さま』を発表するなど、高齢となっても執筆を続けており、『オール讀物』2004年2月号掲載の中編小説『乱世』が絶筆となった。

## 受賞歴
- 1951年：週刊朝日懸賞小説に入選（『出べそ物語』、デビュー作）
- 1953年：第1回オール新人杯受賞（『子守の殿』）
- 1956年：直木三十五賞受賞（『燈台鬼』）
- 1982年：吉川英治文学賞受賞（『細香日記』）

## 栄典
- 1975年：紫綬褒章受章
- 1982年：勲三等瑞宝章受章

## 作品
『無明逆流れ』（1957年）に始まる諸短篇や、映画『武士道残酷物語』の原作となった『被虐の系譜』（1963年）、『残酷物語』（1959年）、『古城物語』（1961年）などで残酷もののブームを巻き起こし、また組織における人間疎外という視点から「マゲをのせた現代小説」とも呼ばれた。一方で、奔放な武芸者月影兵庫のシリーズ（1958年 - ）などの痛快な剣豪小説も人気があり、五味康祐、柴田錬三郎とともに、第一次剣豪ものブームをになった。
『わが恋せし淀君』（1958年）では、タイムトラベルで現代人が過去を訪ねるというSF的な設定も使っている。『抛銀商人』（1962年）では歴史上の商人達を題材にし、岩崎弥太郎の生涯を描いた『曉の群像』（1964年）など経済問題を盛り込んだ作品も手がける。現代を舞台にした推理小説として『からみ合い』（1959年）、『第六の容疑者』（1960年）などがあり、『参謀本部の密使』（1966年）では日露戦争前夜における軍事探偵明石元二郎を取り上げている。
國學院大學の同僚で親しかった桑田忠親は、南條が残酷物語を書く理由は「戦時中の大陸での体験を動機として、平和時にはその片鱗さえも見せない日本人が、駐屯地にいるだけでも、なぜ平気で驚くほど残忍な行為をするのか、その根源を歴史的に探索してみようとするにあったらしい」と述べ、推理小説について権田萬治は「平凡で物静かな人間が、その仮面をぬいで突如として残酷な殺人者に変貌する恐怖とサスペンス、そして意外性」が特徴であると指摘している。

### 著作リスト
- 『燈台鬼』（河出書房 1956年 のち文春文庫）
- 『秘剣流れ星』（東京文芸社（新・小説選書）1957年 のち春陽文庫、徳間文庫）
- 『恋風小天狗』（東京文芸社 1957年）
- 『命を売る武士』（新潮社 1957年）
- 『歴史から拾つた話』（再建社 1957年 のち『おもしろ日本史探訪』広済堂文庫）
- 『無明逆流れ』（新潮社 1957年）
- 『落城秘聞』（六興出版部 1957年）
- 『火を噴く隻腕剣』（和同出版社 1957年）
- 『歌舞伎剣法』（大日本雄弁会講談社 1958年）
- 『出べそ物語』（東方社 1958年）
- 『海賊商人』（光文社 1958年 のち河出文庫、双葉文庫）
- 『わが恋せし淀君』（講談社 1958年 のち角川文庫、時代小説文庫、講談社文庫・大衆文学館[注 1]。大衆文学館版の解説は星新一）
- 『傍若無人剣』（浪速書房 1958年 のち春陽文庫、河出文庫、双葉文庫）
- 『妻を怖れる剣士』（講談社 1958年『鳩笛を吹く剣士』河出文庫、双葉文庫、原題 光文社文庫）
- 『鶴千之介』（講談社 1958年 のち徳間文庫）
- 『少年天草四郎』（講談社（少年少女日本歴史小説全集） 1958年）
- 『月影兵庫聞書抄』全3巻（光文社 1959年 - 1960年）
- 『武将衰残』（東方社 1959年）
- 『念流合掌くずし』（講談社 1959年 のち春陽文庫、双葉文庫）
- 『畏れ多くも将軍家』（光書房 1959年）
- 『鎮西八郎』（中央公論社 1959年 『鎮西八郎為朝』文春文庫）
- 『無惨卜伝流』（新潮社 1959年）
- 『残酷物語』（中央公論社 1959年 『戦国残酷物語』角川文庫）
- 『日本剣士伝』（東方社 1959年）
- 『虹之介乱れ刄』（東方社 1959年 のち春陽文庫、双葉文庫）
- 『からみ合い』（長編推理小説）（光文社（カッパ・ブックス）1959年 のち徳間文庫）
- 『青雲を指す剣』（アサヒ芸能出版 1960年 のち春陽文庫、双葉文庫）
- 『明るい階段』（東都書房 1960年）
- 『剣士秘伝』（講談社ロマン・ブックス）1960年）
- 『現代人の日本史 徳川家康』（河出書房 1960年 のち徳間文庫）
- 『兵衛介見参』（講談社 1960年 のち徳間文庫）
- 『第六の容疑者』（文藝春秋新社 1960年 のち徳間文庫）
- 『裁きの石牢』（新潮社 1960年 のち光文社文庫）
- 『南国武道』（東都書房 1960年 のち徳間文庫）
- 『古城物語』（文藝春秋新社 1961年 のち集英社文庫）
- 『奇怪な城主』（浪速書房 1961年）
- 『仮面の人』（長編推理小説）（光文社（カッパ・ノベルス）1961年 のち徳間文庫）
- 『見えない鎖』（講談社 1961年 のち徳間文庫）
- 『戦国若衆』（東都書房 1961年 のち徳間文庫）
- 『孤剣二十六万石』（講談社ロマン・ブックス）1961年 のち徳間文庫）
- 『五代将軍』（毎日新聞社 1961年 のち双葉文庫）
- 『誰かが-父を』（東方社 1962年）
- 『赤い絶壁』（講談社 1962年）
- 『抛銀商人』（筑摩書房 1962年 のち集英社文庫）
- 『三百年のベール 異伝徳川家康』（ポケット文春 1962年 のち学研M文庫）
- 『地下造幣局』（東方社 1963年 のち徳間文庫）
- 『血風峠』（東京文芸社 1963年 のち光文社文庫）
- 『士魂魔道 天の巻・地の巻』（集英社 1963年 のち光文社文庫）
- 『被虐の系譜』（講談社 1963年 （武士道残酷物語）のち時代小説文庫、『第三の陰武者』旺文社文庫）
- 『情事の連環』（東京文芸社 1963年 のち徳間文庫）
- 『慾と慾と慾』（桃源社 1963年）
- 『多過ぎる犯人』（東京文芸社 1963年）
- 『兵庫独り旅』（東京文芸社 1963年 のち光文社文庫）
- 『江戸乱れ草紙』（東方社 1963年 のち春陽文庫、双葉文庫）
- 『武魂絵巻』（講談社 1963年 のち光文社文庫）
- 『右京介巡察記』（新潮社 1963年 のち徳間文庫）
- 『片腕の男』（東京文芸社 1963年 のち『月影兵庫極意飛竜剣』光文社文庫）
- 『新説・戦国の武将 その兵法と人心収攬術』（アサヒ芸能出版（平和新書）1963年）
- 『武士一匹』（集英社 1964年）
- 『駿河城御前試合』（双葉新書 1964年 のち河出文庫）
- 『考証江戸事典』（編、人物往来社 1964年）
- 『剣士流転』（桃源社 1964年 のち徳間文庫）
- 『十二色の空間』（文藝春秋新社（ポケット文春）1964年）
- 『秘剣縦横』（東京文芸社 1964年 のち『月影兵庫秘剣縦横』光文社文庫）
- 『反逆児』（東方社 1964年 『反逆の系譜』PHP文庫）
- 『二人だけの叢書』（集英社 1964年）
- 『暁の群像 豪商岩崎弥太郎の生涯』（講談社 1964年） のち角川文庫、時代小説文庫、文春文庫）
- 『残酷の系譜』（徳間書店 1964年）
- 『いつかあなたが』（東京文芸社 1964年 のち徳間文庫）
- 『おれの夢は』（ポケット文春 1964年 のち徳間文庫）
- 『鷹と氷壁』（中央公論社 1964年）
- 『大名廃絶録』（人物往来社 1964年、1993年文春文庫、2007年文春文庫新装版[注 2]）
- 『無惨や二郎信康』（日本代表推理小説全集、光文社カッパノベルス、1965　のち旺文社文庫、双葉文庫）
主人公は架空の武将・一色二郎信康と見せかけているが実は松平信康
- 『南条範夫残酷全集』全12巻（東京文芸社 1965年）
- 『南条範夫新残酷全集』全5巻（東京文芸社（Tokyo books）1965年 - 1966年）
- 『上忍秘譚』（冬樹社 1965年）
- 『剣光斜めに飛べば』（双葉小説新書 1965年 のち徳間文庫）
- 『女の詩』（青樹社 1965年）
- 『霞の太刀』（日本文芸社（Tokyo books）1966年 のち『月影兵庫上段霞斬り』光文社文庫）
- 『美貌の良人』（東方社 1966年）
- 『変人武士道』（光文社（カッパ・ノベルス）1966年 のち文庫）
- 『参謀本部の密使 かくてロシアは敗れたり』（光文社（カッパ・ノベルス）1966年 のち角川文庫、徳間文庫）
- 『月影兵庫 片腕の男』（東京文芸社 1967年）
- 『見たか!義親』（東京文芸社 1967年 のち『生きている義親』角川文庫）
- 『幕府パリで戦う』（光文社（カッパ・ノベルス）1967年 のち文庫）
- 『高橋是清 奴隷から宰相へ』（人物往来社（近代人物叢書）1967年 のち『達磨宰相・高橋是清』PHP文庫）
- 『日本剣士伝』（人物往来社（歴史選書）1967年 『武道の系譜』文春文庫）
- 『屈み岩伝奇』（東京文芸社 1967年 のち角川文庫）
- 『悪源太奮戦』（人物往来社（歴史小説選書）1967年）
- 『英雄色を好む 小説伊藤博文』（毎日新聞社 1967年 のち文春文庫）
- 『変貌』（東京文芸社（Tokyo books）1967年）
- 『怒濤の人 幕末・維新の英傑たち』（桃源社 1968年 のちPHP文庫）
- 『さむらい一匹』（報知新聞社 1968年 のち光文社文庫）
- 『上杉謙信』（東方社 1968年 のち光文社文庫）
- 『第三の浪士』（光文社（カッパ・ノベルス）1968年 のち旺文社文庫、徳間文庫）
- 『乞食会社と泥棒会社』（広済堂出版（カラー小説新書）1968年 のち『あやつり組由来記』角川文庫）
- 『月影兵庫旅を行く』（双葉新書、1968年 のち『月影兵庫一殺多生剣』光文社文庫）
- 『織田信長』（学習研究社（書きおろし歴史小説シリーズ）1969年 のち徳間文庫）
- 『暗殺競合』（東京文芸社 1969年 のち旺文社文庫）
- 『剣獣』（桃源社（ポピュラー・ブックス）1969年）
- 『人買商人』（青樹社 1969年）
- 『元禄小源太』（講談社 1969年 のち徳間文庫）
- 『女犯外道』（桃源社 1970年）
- 『悪女の系譜』（徳間書店 1970年 のち双葉文庫）
- 『飢渇の果』（桃源社（ポピュラー・ブックス）1970年）
- 『孤高の剣鬼』（桃源社 1970年 のち徳間文庫）
- 『牝狼』（桃源社（ポピュラー・ブックス）1970年）
- 『暴力の日本史 庶民は、いかに反抗してきたか』（光文社（カッパ・ブックス）1970年）
- 『天平の写経師』（毎日新聞社 1971年）
- 『十五代将軍 沖田総司外伝』（河出書房新社 1971年 のち旺文社文庫、徳間文庫、『十五代将軍徳川慶喜』文春文庫）
- 『梟首』（東京文芸社（Tokyo books）1971年）
- 『おれは半次郎』（東京文芸社 1971年 のち徳間文庫）
- 『華麗なる割腹』（桃源社 1971年 のち光文社文庫）
- 『遺臣の群』（河出書房新社 1972年 のち旺文社文庫、徳間文庫）彰義隊
- 『エーゲ海に死す』（光文社（カッパ・ノベルス）1972年 のち徳間文庫）
- 『戦国謀殺』（講談社 1972年）
- 『王家の谷を越えて』（桃源社 1972年）
- 『五千両谷』（桃源社 1972年）
- 『悪党おかま組』（桃源社 1972年）
- 『花咲く千姫』（日本文華社 1972年 文華新書 のち『花開く千姫』旺文社文庫）
- 『帰雲城三代』（桃源社 1973年）
- 『武将と志士 南条歴史夜話』（芸術生活社 1973年）
- 『無頼武士道』（光文社（カッパ・ノベルス）1973年 のち文庫）
- 『古城悲話 南条歴史夜話』（芸術生活社 1974年）
- 『応天門の変』（芸術生活社 1974年 のち光文社文庫）
- 『逃げる修次郎』（実業之日本社 1974年 のち『逃げる侍』双葉文庫）
- 『隠密くずれ 剣鬼放浪』（双葉社 1974年 のち光文社文庫）
- 『元禄絵巻』（桃源社 1974年 のち光文社文庫）
- 『落城ものがたり』（旅行読売出版社 1975年 のち『落城無残』徳間文庫）
- 『元禄太平記』（日本放送出版協会 1975年 のち角川文庫、徳間文庫）
大河ドラマの書き下ろし原作
- 『徳川十五代物語』（平凡社 1975年）
- 『歴史人物散歩』（桃源社 1975年）
- 『真説元禄太平記』（中央公論社 1975年）
- 『慶安太平記』（毎日新聞社 1975年 のち旺文社文庫、光文社文庫）
- 『廃城奇譚』（東京文芸社 1975年 のち河出文庫、双葉文庫）
- 『城と街道』（中央公論社 1975年 のち文庫）
- 『剣の舞』（角川書店 1975年 のち旺文社文庫、徳間文庫）
- 『城下の少年』（中央公論社 1975年 のち文庫）
- 『欅三十郎の生涯』（おりじん書房 1975年）
- 『葉桜の蔭に』（ゆまにて 1975年）
- 『夢幻の如く』（文藝春秋 1977年 のち徳間文庫）徳川家斉、松平定信
- 『山岡鉄舟』（文藝春秋 1978年 のち文庫）
- 『武家盛衰記』（秋田書店 1978年 のち文春文庫）
- 『天翔ける若鷲』（PHP研究所 1978年 『高杉晋作』PHP文庫）
- 『桔梗の旗風』（文藝春秋 1979年 のち文庫）明智光秀
- 『宝石泥棒G・オハラ』（角川文庫 1979年）
- 『出雲の鷹』（文芸春秋 1980年 のち文庫）山中幸盛
- 『幻の観音寺城』（文藝春秋 1981年 のち文庫）六角定頼
- 『戦国武将にみる統率力と戦略』（広済堂出版 1981年 のち『戦国武将ビジネス読本』文庫）
- 『細香日記』（江馬細香）（講談社 1981年 のち文庫）
- 『牢獄』（講談社 1983年 のち文庫）朱元璋
- 『秀吉覇権への道』（講談社ノベルス 1983年 のち『豊臣秀吉』徳間文庫）
- 『室町抄』（日野富子）（講談社 1984年 のち文庫）
- 『歳月 ある軍人の生涯』（河出書房新社 1985年）
- 『有明の別れ』（講談社 1986年 のち文庫）
- 『勝者は歴史を読む』（六興出版 1986年）
- 『斬首ただ一人』（旺文社文庫 1986年）
- 『わが心わがものならず』（講談社 1987年）岩瀬忠震
- 『三世沢村田之助 小よし聞書』（文藝春秋 1989年 のち文庫）
- 『天保九年の少年群』（講談社 1989年 のち文庫）
- 『いじめ刃傷』（新人物往来社 のち徳間文庫）
- 『幾松という女』（新潮社（新潮書下ろし時代小説）1990年 のち文庫）
- 『飢えて死ね!』（新人物往来社 1990年）
- 『後宮秘抄 生母と寵妃』（講談社 1991年）五辻忠子・阿野廉子・後醍醐天皇
- 『少年行』（講談社 1992年）高杉晋作
- 『初恋に恋した女 与謝野晶子』（講談社 1993年 のち文庫）
- 『日本史の謎と真説 大和朝廷から明治維新まで』（銀河出版 1993年）
- 『妖傑下田歌子』（講談社 1994年）
- 『旋風時代 大隈重信と伊藤博文』（講談社 1995年）
- 『飛騨国「屈み岩」秘譚』（講談社 1996年）
- 『ふたりの信康とふたりの徳姫』（講談社 1998年）
『無惨や二郎信康』の長編化
- 『おのれ筑前、我敗れたり』（文藝春秋 1998年 のち文庫）
- 『一十郎とお蘭さま』（文藝春秋 2000年 のち文庫）
- 月影兵庫シリーズ
  1. 月影兵庫 上段霞切り ISBN 978-4334702670
  2. 月影兵庫 極意飛竜剣 ISBN 978-4334703349
  3. 月影兵庫 秘剣縦横 ISBN 978-4334703837
  4. 月影兵庫 独り旅 ISBN 978-4334704360
  5. 月影兵庫 一殺多生剣 ISBN 978-4334704711
  6. 月影兵庫 放浪帖 ISBN 978-4334705367

### 著作リスト（古賀英正名義）
- 『ソヴェート農業経済論』（同友社 1949年）
- 『支配集中論』（有斐閣 1952年）
- 『日本金融資本論』（東洋経済新報社 1957年）
- 『歴史から拾つた話』（再建社 1957年）
- 『徳川家康』（河出書房 1960年）
- 『考証江戸事典』（人物往来社1964年）　※村雨退二郎との共著

## 原作作品
映画
- 『流れ星十字打ち』 渡辺実監督、1958年
- 『大盗小盗』 酒井欣也監督、1958年
- 『月影兵庫  上段霞斬り』安田公義監督、1959年
- 『虹之介乱れ刃』 西山正輝監督、1960年
- 『第六の容疑者』 井上梅次監督、1960年
- 『天下あやつり組』 池広一夫監督、1961年
- 『からみ合い』 小林正樹監督、1962年
- 『第三の影武者』 井上梅次監督、1963年
- 『武士道残酷物語』 今井正監督、1963年
- 『対決』 安田公義監督、1963年
- 『右京之介巡察記』 長谷川安人監督、1963年
- 『士魂魔道 大龍巻』 稲垣浩監督、1964年
- 『紫右京之介 逆一文字斬り』 長谷川安人監督、1964年
- 『悪の階段』 鈴木英夫監督、1965年

テレビドラマ
- 『月影剣法』1958年
- 『あやつり組由来記』1958年
- 『からみ合い』1960年
- 『灯台鬼』1960年
- 『月下の美剣士』1960年
- 『写真の男』1960年
- 『命を売る武士』1960年
- 『からみ合い』1961年
- 『畏れ多くも将軍家』1961年
- 『裁きの石牢』1961年
- 『誰かが父を』1961年
- 『わが恋せし淀君』1961年
- 『第六の容疑者』1963年
- 『熊を彫る武士』1963年
- 『影武者』1964年
- 『素浪人 月影兵庫』1965年 - 1968年、2007年
- 『元禄太平記』1975年
- 『からみあい 欲望』1975年
- 『鮮やかな完全犯罪 女相続人』1979年
- 『隠密くずれ』1981年 - 1983年
- 『からみ合い』1981年
- 『月影兵庫あばれ旅』1989年、1990年
- 『元禄太平記 忠臣蔵討入りの助っ人たち』1995年

漫画
- 『駿河城御前試合』 平田弘史
- 『無明逆流れ』 とみ新蔵
- 『シグルイ』 山口貴由（2003年 - 2010年）
- 『腕 -駿河城御前試合-』 森秀樹
- 『第三の陰武者』 黒藤広隆
- 『一十郎とお蘭さま』 高見まこ